# Fido (hundnamn)
Fido är ett vanligt namn för en hund, latin för "jag litar på" (första person singularis presens av fidere, "(att) lita på"). Fidere är nära besläktat med fidus, "trogen" eller "trofast" (och Trofast är en nyckelfigur i disneyfilmen Lady och Lufsen).